# 南部州 (シエラレオネ)
南部州（なんぶしゅう、英語: Southern Province）は西アフリカはシエラレオネにある州。シエラレオネ南部に位置し、リベリアと国境を接し、大西洋に面する。面積は20,202 km2で、人口は1,830,881人（2021年国勢調査）。州都はボー（Bo）。州知事にはU. M. Jahがいる。

## 歴史
1920年に設置された。当時の南部州は現在と比べて小さく、州都はプシェフンであった。1931年、中部州（州都はケネマ）を編入し、州都はプシェフンからボーに遷都された。1945年、ケネマを中心とした州東部が東部州として分立した。

## 隣接州
- 西部地域 (シエラレオネ)
- 北西部州 (シエラレオネ)
- 北部州 (シエラレオネ)
- 東部州 (シエラレオネ)
- グランドケープマウント郡

## 下位行政区画
南部州にはさらに4つの地区に分けられている。
- ボー地区（Bo District）
- ボンチ地区（Bonthe District）
- モヤンバ地区（Moyamba District）
- プシェフン地区（Pujehun District）